# Herbitzheim
Herbitzheim é uma comuna francesa na região administrativa de Grande Leste, no departamento Baixo Reno. Estende-se por uma área de 21,77 km². Em 2010 a comuna tinha 1 865 habitantes (densidade: 85,7 hab./km²).